# Плебисцит по вопросам границ и юрисдикции Северо-Западных территорий (1992)
Плебисцит по вопросам границ и юрисдикции Северо-Западных территорий — плебисцит, проведённый 4 мая 1992 года на Северо-Западных территориях. За установление предложенных границ проголосовало 54 % избирателей. Второй референдум позже подтвердил создание новой территории.

## Предыстория
Плебисцит 1982 года разрешил разделение Северо-Западных территорий и создание новой территории, названной позже Нунавут. Правительство Канады дало разрешение на выполнение данного плана через 7 месяцев. В декабре 1991 федеральное правительство достигли договоренности с инуитами по поводу из претензий на землю, названную «Парекер-Лайн» (названная в честь комиссара Джона Паркера, который работал над создание границ). Были официально установлены границы между новой и старой территорией.

## Результаты
| Вариант ответа                       | Голосов | %     |
| ------------------------------------ | ------- | ----- |
| Да                                   | 8347    | 54,39 |
| Нет                                  | 7000    | 45,61 |
| Недействительные / пустые бюллетени  | 124     | -     |
| Всего                                | 15471   | 100   |
| Зарегистрированные избиратели / явка | 27,852  | 55,55 |
| Источник: Direct Democracy           |         |       |